# Nouvel espace
Le parti Nuevo Espacio (« Nouvel espace ») est un parti politique uruguayen membre de l'Internationale socialiste fondé en 1994. De tendance social-démocrate, il fait désormais partie du Front large. 
Fin août 2009, le Nouvel espace s'intégra au Front Líber Seregni (FLS, centre-gauche), aux côtés de l'Assemblée Uruguay de Danilo Astori, de l'Alliance progressiste, et d'autres groupes. Rafael Michelini est le seul candidat du Nouvel Espace à avoir été élu sénateur en 2009. À la suite du refus du FLS de choisir Michelini comme ministre du gouvernement José Mujica, le Nouvel Espace pourrait s'éloigner du FLS.

## Historique
Le Nouvel Espace surgit initialement en tant que coalition électorale en 1989, le Parti démocrate chrétien et Pour le gouvernement du peuple (liste 99, Por el Gobierno del Pueblo, dirigée par Hugo Batalla et créée par le sénateur Zelmar Michelini, victime de l'opération Condor, assassiné en 1976), ainsi que l'Union civique (démocrate-chrétien, conservateur). Le Nouvel Espace obtint alors 8,63 % des voix, neuf députés (dont huit de la liste 99 et un du Parti démocrate chrétien) et deux sénateurs (tous de la liste 99). La carrière parlementaire de Rafael Michelini, fils du sénateur assassiné, commença alors. En 1994, lorsque la majorité de la liste 99 décida de rejoindre le Parti colorado (d'où elle était historiquement issue), Michelini décida de conserver son autonomie, et fonda le Nouvel espace.
Celui-ci a concouru indépendamment lors des élections, jusqu'aux élections générales de 2004, où il s'est allié avec le Front large dans une coalition électorale, l'Encuentro Progresista-Frente Amplio-Nueva Mayoría (EP-FA-NM). À la suite de la victoire de cette coalition et à l'élection de Tabaré Vázquez à la présidence de la République, le Nouvel Espace a intégré pleinement la Convention du Front large en novembre 2005.